# EtherNet/IP
 (décembre 2017).
Si vous disposez d'ouvrages ou d'articles de référence ou si vous connaissez des sites web de qualité traitant du thème abordé ici, merci de compléter l'article en donnant les références utiles à sa vérifiabilité et en les liant à la section « Notes et références ».
EtherNet/IP est un protocole de réseau industriel qui adapte le Common Industrial Protocol au standard Ethernet.

## Détails techniques
EtherNet/IP associe des nœuds Ethernet à des types prédéfinis avec des comportements spécifiques. Entre autres, cela permet :
- le transfert de données d'entrées/sorties par UDP
- le chargement et le téléchargement de paramètres, points de consigne et programmes par TCP
- le monitorage de changement d'état par UDP.
- la communication un-à-un, un-à-plusieurs et un-à-tous par IP.
- EtherNet/IP utilise le port 44818 pour TCP et le port 2222 pour UDP.

## Implémentation Open source
Une implémentation portable Open source (BSD modifiée) appelée OpENer a été initiée en 2009.